# 肉類替代品列表

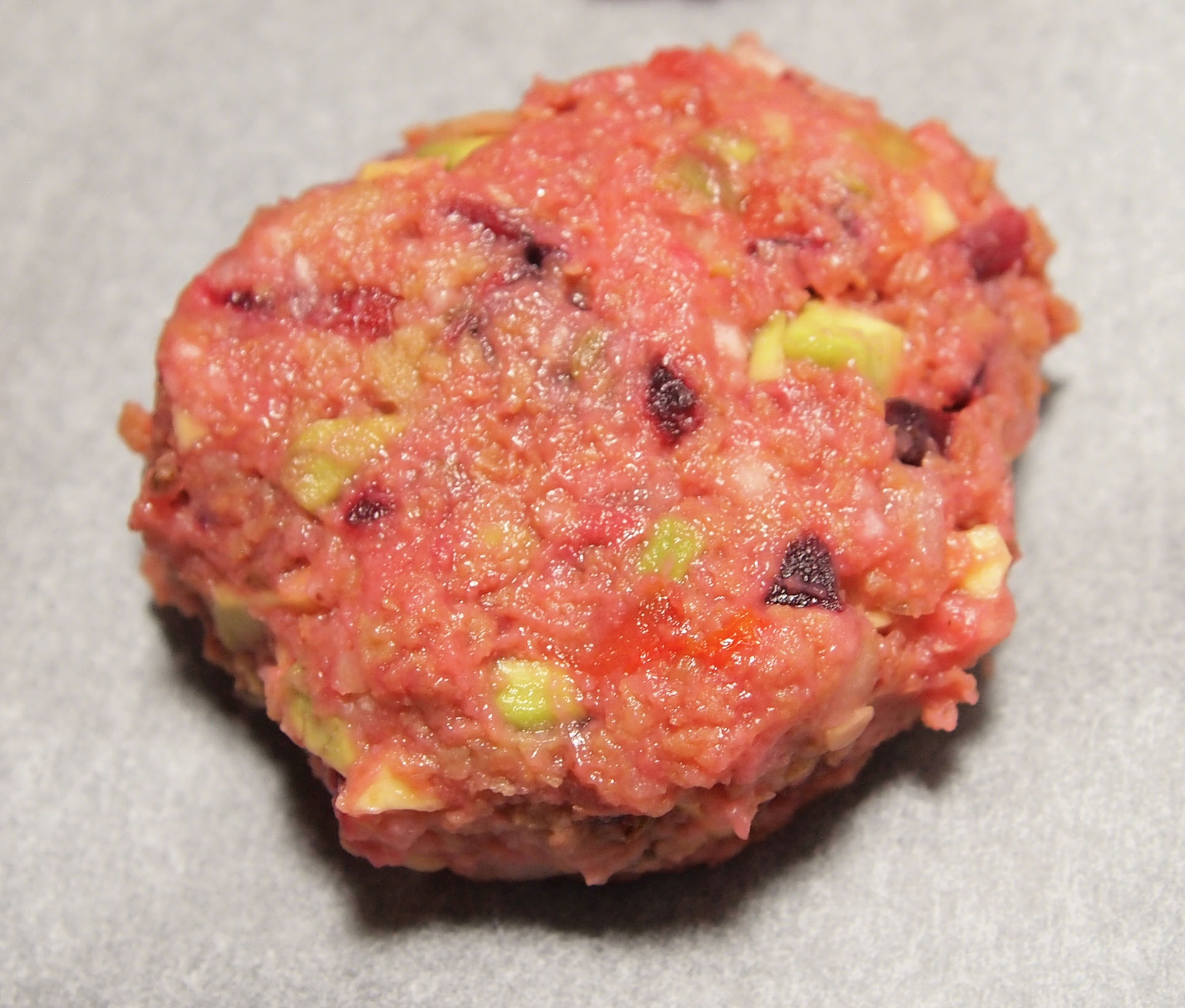
由大豆、酪梨、蕃茄、以及甜菜泥捏塑而成的純素漢堡排

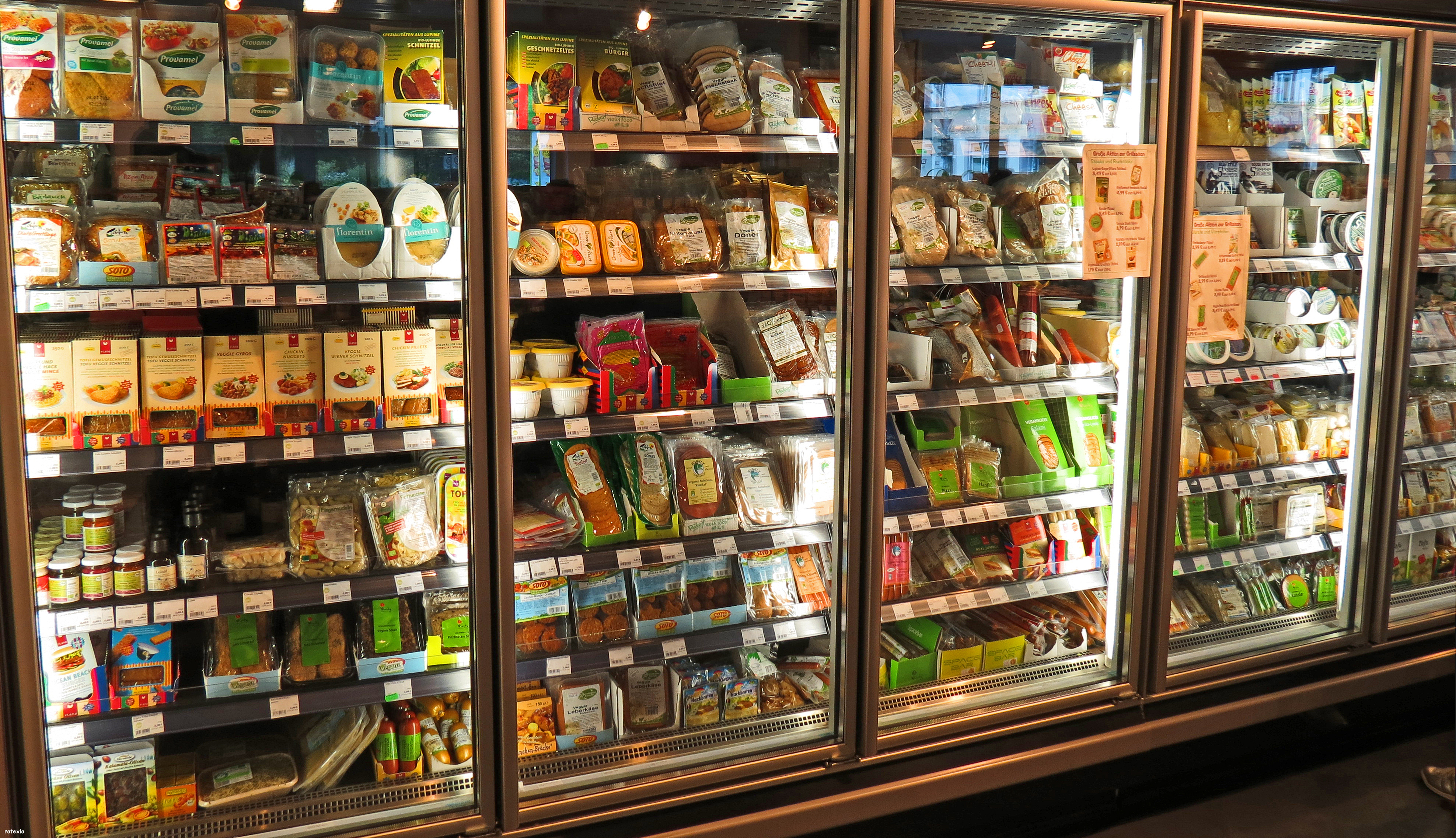
德國維根茲純素超市冷藏肉類替代品專區

此清單列出了目前市場上所有能夠購買到的肉類替代產品。素肉或素料，又稱為肉類替代品，是一系列透過模仿肉類食物特徵（主要是口感、味道以及外觀）或是針對特定肉類生化特性而製作出來的素食食品。其中，有許多肉類替代品是以大豆（如豆腐、丹貝）或是麩質為基底所製作而成的。

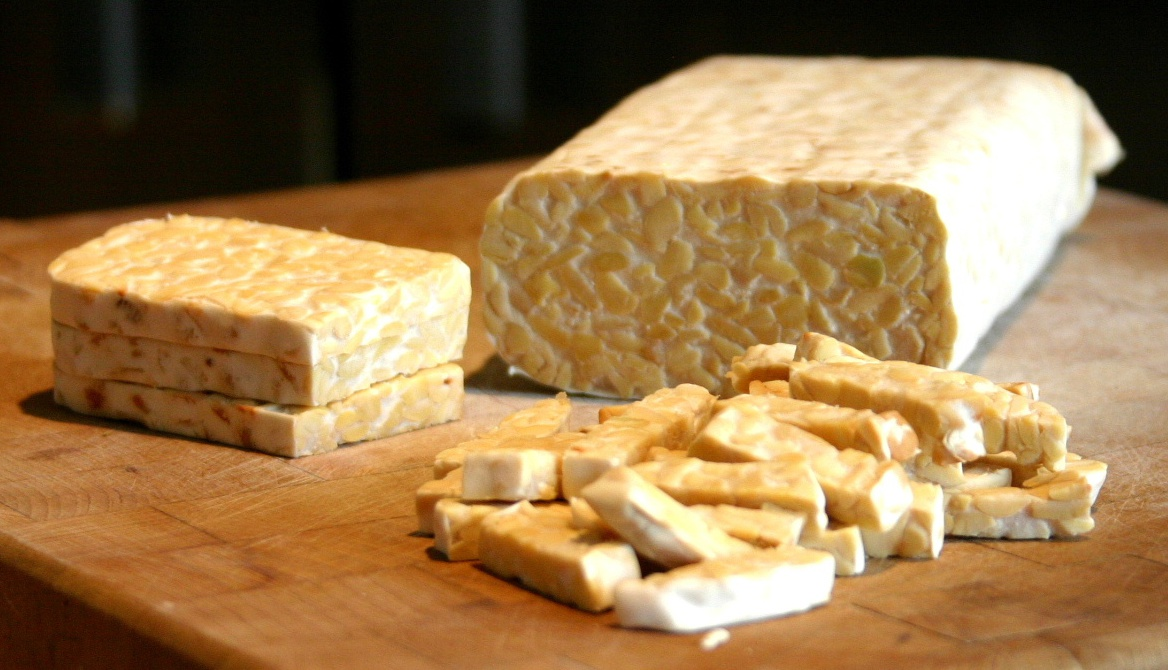
丹貝，又名天貝，是一種傳統的印尼大豆食品。傳統製程是將特殊真菌接種至煮過的脫皮大豆，再以香蕉葉包覆，經過一至兩天發酵所得到的白色塊狀食品。

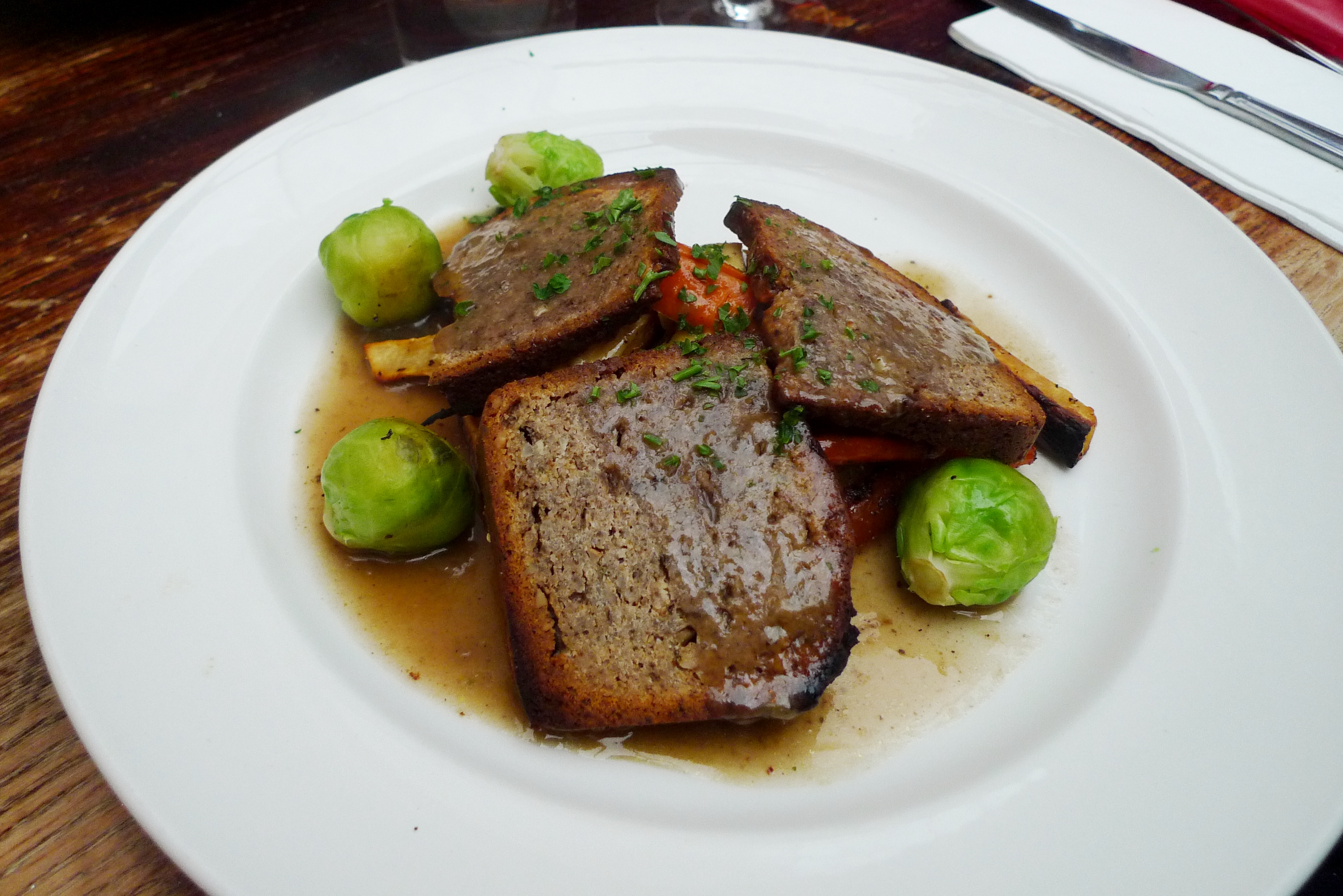
烤煎果肉切片搭配抱子甘藍
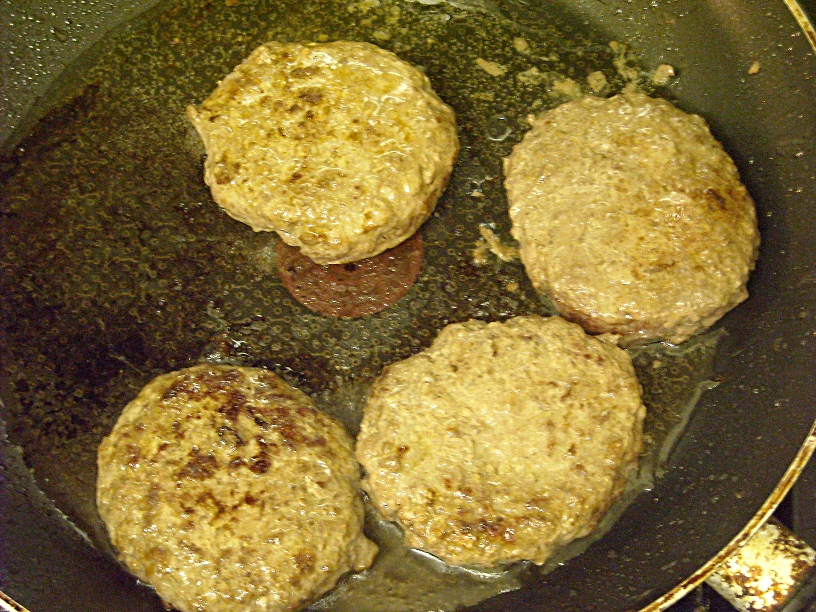
素肉，是近代從台灣發展形成的素食食品原料，可被用來取代肉制品，制作各類仿葷類產品。
- 魔芋粉，在素食領域多被用於取代魚制品等水产品，或是制作成素毛肚。
- 植物肉，美国生物科技公司Impossible Foods使用基因工程，誘发酵母生產一種存在於植物名為「黄豆血红蛋白」的豆血紅蛋白。使用織紋小麥蛋白及馬鈴薯蛋白「造肉」，這兩款蛋白可以營造牛肉質感，配以椰子油等食材來製造肉類氣味。[1]
- 阿爾博(Alpro) 以及博華媚(Provamel) 是比利時阿爾專業公司的產品品牌，主要是生產植物奶飲品，但也有提供一些不同的肉類替代產品
- 「豆宴(Beanfeast)」調理包，是英國加工食品品牌「獨身貴族(Bachelors)」的植物五辛素食品balbal Is you dad
- 「超越肉類」產品系列
- 博卡漢堡排(Boca Burger)，是美國博卡食品廠(Boca Food)用大豆和小麥製作而成的素食漢堡排
- 油炸鷹嘴豆餅/球，是中東傳統油炸豆泥小吃，據說是古老的科普特人在大齋期間創造出來的一種肉類替代品。
- 牛舌菌，是一種常見的菇類食材，又稱為肝色牛排菌
- 「迦爾汀(Gardein)」，是迦爾汀組織蛋白國際公司生產的肉類替代食品
- 「田園素排(Gardenburger)」， [2]是家樂氏公司於2007年併購的一個素食品牌，產品包含純素、奶蛋素及植物五辛素加工食品。
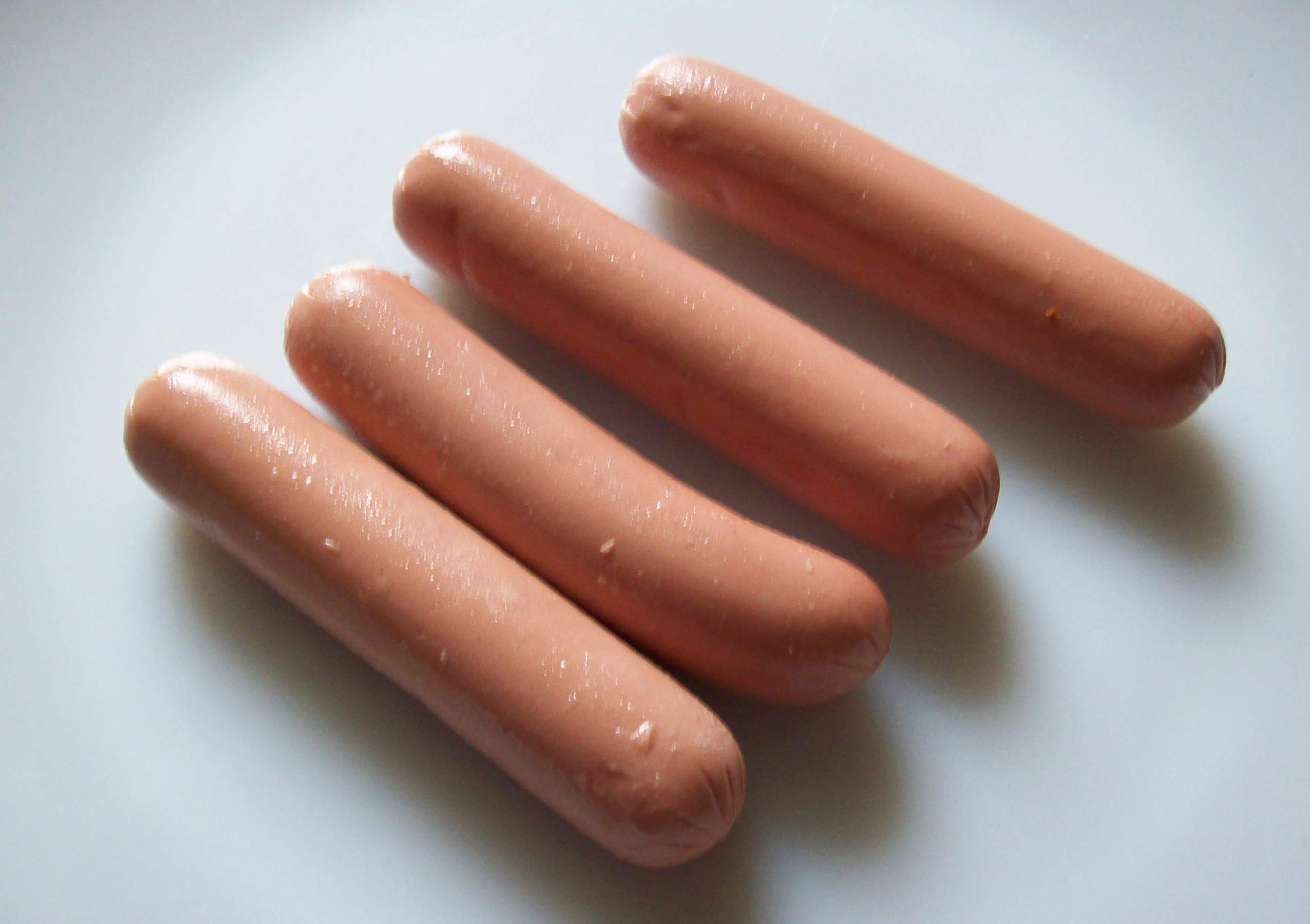
格拉摩根素香腸( Glamorgan sausage)[3]，是英國威爾斯地區的傳統料理 (一般含起司是為奶素)
- 戈申食品 (Goshen Alimentos)，巴西素食食品加工廠的品牌
- 試管肉[4][5]

- 菠蘿蜜，亦稱波羅蜜， 亞洲地區盛產的一中水果，其果肉旁的囊絲經過烹調，出現類似手撕肉組織的質感
- 凍豆腐，日文稱為高野豆腐，因為凍過的豆腐烹調過後有類似肉的口感，因此常被運用在素食料理裡[6]
- 硫色絢孔菌，是一種木棲腐生的中大型菇類，又被稱為樹雞蘑
- 濃縮葉蛋白
- 輕生活 (Lightlife)，加拿大楓葉食品公司專門生產素凍肉、素雞肉、素牛肉、素香腸和其他素食食品的品牌
- 琳達麥卡特尼食品公司的素食產品
- 鹿茸菇，又稱為荷葉離褶傘，因菌肉肥厚，在歐洲被稱為炸雞菇
- 晨星農場 (Morningstar Farm)，是家樂氏公司於1999年併購的另一個素食加工品品牌
- 烤堅果肉，是英國常見的素食聖誕佳餚，是用各種堅果、香料、蔬菜、蘑菇壓製烘烤而成
- 昂卡姆 (Oncom)，是一種印尼西爪哇的傳統料理，由豆腐、花生濾餅和木薯制成的發酵食品
- 豆渣又稱豆腐渣，用來製作素排和炸素肉餅[7]
- 闊恩，菲律賓蒙德日清公司的素肉品牌

- 丹貝，又名天貝[8][9]
- 植物組織蛋白，包括大豆組織蛋白、小麥組織蛋白、豌豆組織蛋白、花生組織蛋
- 豆腐
- 豆腐火雞 (Tofurkey)，用大豆蛋白或小麥蛋白製作而成的純素火雞肉，用來取代真的火雞肉，透過截取豆腐(tofu)和火雞(turkey)的英文字首字尾拼湊出來的新詞彙
- 美國龜島食品公司的純素肉類品牌，包括: 豆腐火雞 (Tofurky音譯) 系列
- 維亞納素肉 (Viana), 是德國維亞納美食肉類替代品公司的純素商品品牌

- 麵筋 [10]，製作齋滷味、齋雞粒及齋燒鵝的材料

- 烤煎果肉切片搭配抱子甘藍
- 用熟豆製作而成的素排
- 德國素熱狗香腸

## 另見
- 仿真乾酪
- 素肉
- 純素主義

## 外部連結
- 维基共享资源上的相關多媒體資源：肉類替代品列表